# Amparo Segarra Vicente
Amparo Segarra Vicente, coneguda com a Amparo Segarra (València, 12 de setembre de 1915 - Madrid, 4 d'agost de 2007), va ser una pintora valenciana especialitzada en la tècnica del collage vinculada al moviment del surrealisme.

## Biografia
Amparo Segarra va nàixer a la ciutat de València l'any 1915, en 1922 es va traslladar amb la seua família a França i va estudiar a l'Institut de Madame Lamie, un internat a Argenteuil (França). L'any 1930 va tornar a València. El seu primer matrimoni va ser amb Miguel Anglada Romeu, militar amb el qual va residir a Barbastre (Osca). De la seua relació van nàixer dos fills; la primera filla, Elisa, va morir de meningitis i el segon fill és Elton Anglada Segarra.
La Guerra Civil Espanyola la va viure entre Barcelona i Monzón. El 8 de juliol de 1939 va eixir exiliada d'Espanya cap a França amb el seu fill Elton. El SERE, Servei d'Evacuació de Refugiats Espanyols, la va enviar a Vernet-les-Bains on es va reunir amb el seu marit. L'any 1940 va eixir de França cap a l'exili a Amèrica en el vaixell De Lassalle que tenia com a destí Xile, encara que per la negativa del govern xilè a rebre més refugiats va continuar fins a arribar a la República Dominicana.
Amparo Segarra es va divorciar de Miguel Anglada en Ciudad Trujillo i es va casar amb Eugenio Granell, al qual ja havia conegut a França. L'any 1941 la parella va tindre la seua filla Natalia Fernández Segarra. En 1946 la família es va traslladar a Guatemala per a després viatjar cap a Puerto Rico. En 1956 es traslladaren a Nova York on residiren al voltant de 30 anys. L'any 1985 va tornar a Espanya i es va instal·lar a Madrid fins a la seua mort l'any 2007.

## Obra
Amparo Segarra va començar el seu treball a partir de la seua unió amb Eugenio Granell interessada per la tècnica del fotomuntatge. Als anys 50 realitzava collages destinats a l'ensenyament de l'alumnat del pintor però el període més fructífer de la seua obra va ser el que comprèn des del seu trasllat a Nova York en 1956, fins a la seua tornada a Madrid, el 1985.
A les primeres composicions dels anys 50 treballava sobre un fons pintat per Eugenio Granell sobre el qual superposava retalls de fotografies de les revistes de moda. Una iconografia femenina que mostrava dones de classe alta les quals protagonitzaven les revistes de l'època, per la qual cosa el seu treball té una lectura de classe. La majoria de la seua producció va ser durant l'estada a Nova York on va rebre la influència del pop. Va abandonar els fons amb dibuix i pintura i ho va substituir per només retalls de revistes amb composicions més acurades i amb un missatge més profund. Les dones continuen sent les protagonistes dels seus fotomuntatges i tracta temes com la denúncia de la cosificació de la dona, el consum de drogues, els valors religiosos, l'ús del burka o la identitat sexual a través de les figures andrògines.
També va ser actriu de teatre des de 1944 a 1969, en la seua estada a Puerto Rico i Nova York. Així mateix també va confeccionar el vestuari d'algunes d'eixes obres teatrals.